# Achille Van Acker
Achille Van Acker (Bruges, 8 aprile 1898 – Bruges, 10 luglio 1975) è stato un politico belga.
Socialista, è stato primo ministro tre volte, dal 12 febbraio 1945 al 13 marzo 1946, dal 31 marzo al 3 agosto 1946 e dal 23 aprile 1954 al 26 giugno 1958.
Massone, fu membro della loggia di Bruges  "La Flandre", del Grande Oriente del Belgio.